# Hohenstein-Ernstthal
Hohenstein-Ernstthal är en tysk stad i distriktet (Landkreis) Zwickau i förbundslandet Sachsen.

## Historia
Samhället uppkom under 1400-talet i samband med gruvdriften. I början letades efter guld, silver och koppar. Ett större fynd av arsenikkis blev de första åren förbisett. Efter upptäckten av nya användningsområden för arsenik som målarfärgtillsats eller insekticid fick giftet större uppmärksamhet. Hohenstein fick sina stadsrättigheter omkring 1510 men en bekräftande urkund saknas. Ett dokument från 1521 förtydligar stadsborgarnas rättigheter och skyldigheter mot adelssläkten Schönburg, vad som indikerar att orten var en stad. Bredvid gruvdriften etablerade sig andra företag. Textilproduktionen var länge dominerande i staden. Vävt tyg såldes bland annat vid mässorna i Leipzig och Frankfurt.
Staden drabbades flera gångar av krig och epidemier. Ortsdelen Ernstthal grundades 1680 efter att pesten härjade i Hohenstein. Redan sju år senare fick ortsdelen sina egna stadsrättigheter. Under 1700- och 1800-talet växte orterna ihop med den administrativa enheten fastslogs först den 1 januari 1898. Mellan 1855 och 1858 fick staden järnvägsanslut och den industriella revolutionen förändrade textilproduktionen.
Nöden under första världskriget och den ekonomiska krisen under 1920-talet skapade stort missnöje under stadens arbetare som grundade lokala socialdemokratiska och kommunistiska föreningar. Dessa organisationer kom i konflikt med myndigheterna och de senare utropade 1923 undantagstillståndet i staden som sedan kontrollerades av Riksvärnet. Oroligheterna fortsatte fram till andra världskriget och konflikten mellan socialdemokrater samt kommunister på ena sidan och nazister på andra sidan var hela tiden present.
Återhämtningen efter kriget tog sin tid. Hohenstein-Ernstthal hade nästan utan strid överlämnats till amerikanerna men staden tog emot många flyktingar från Chemnitz och Rhenlandet och industrierna saknade råmaterial. Något som skilde staden från andra orter i regionen var racerbanan (Sachsenring) som hade anlagts 1927 och som förbättrades under den östtyska tiden. Banan var mellan 1961 och 1972 (åter sedan 1998) värd för ett lopp inom Grand prix-racing för motorcyklar.

## Museer och utställningar
- Textil- och racersportmuseum
- Karl Mays födelsehus
- Karl May konferenscentrum
- Konstutställningar i rådhuset

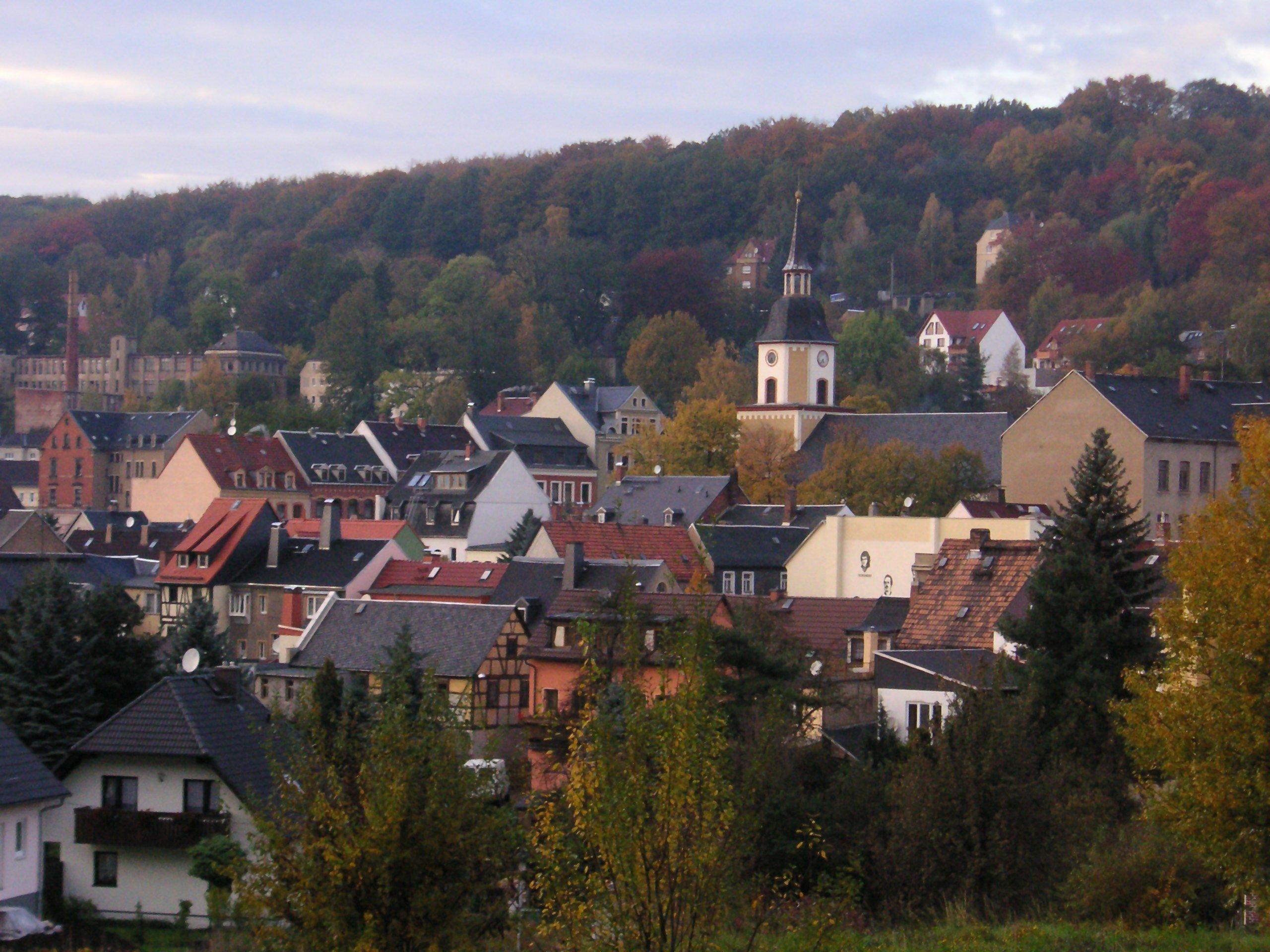
Vy över staden.
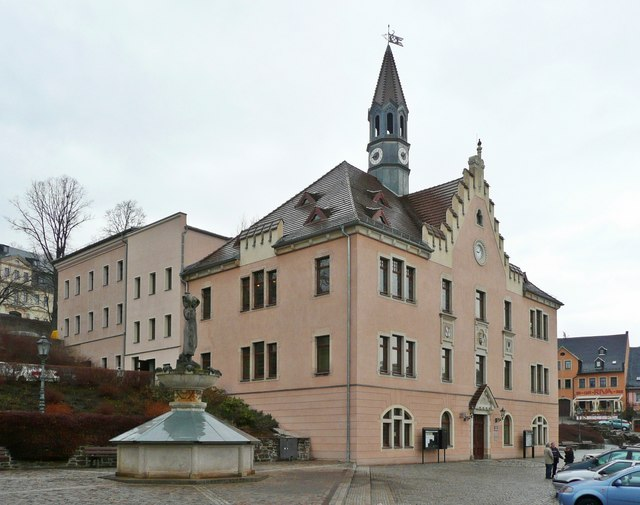
Rådhuset.
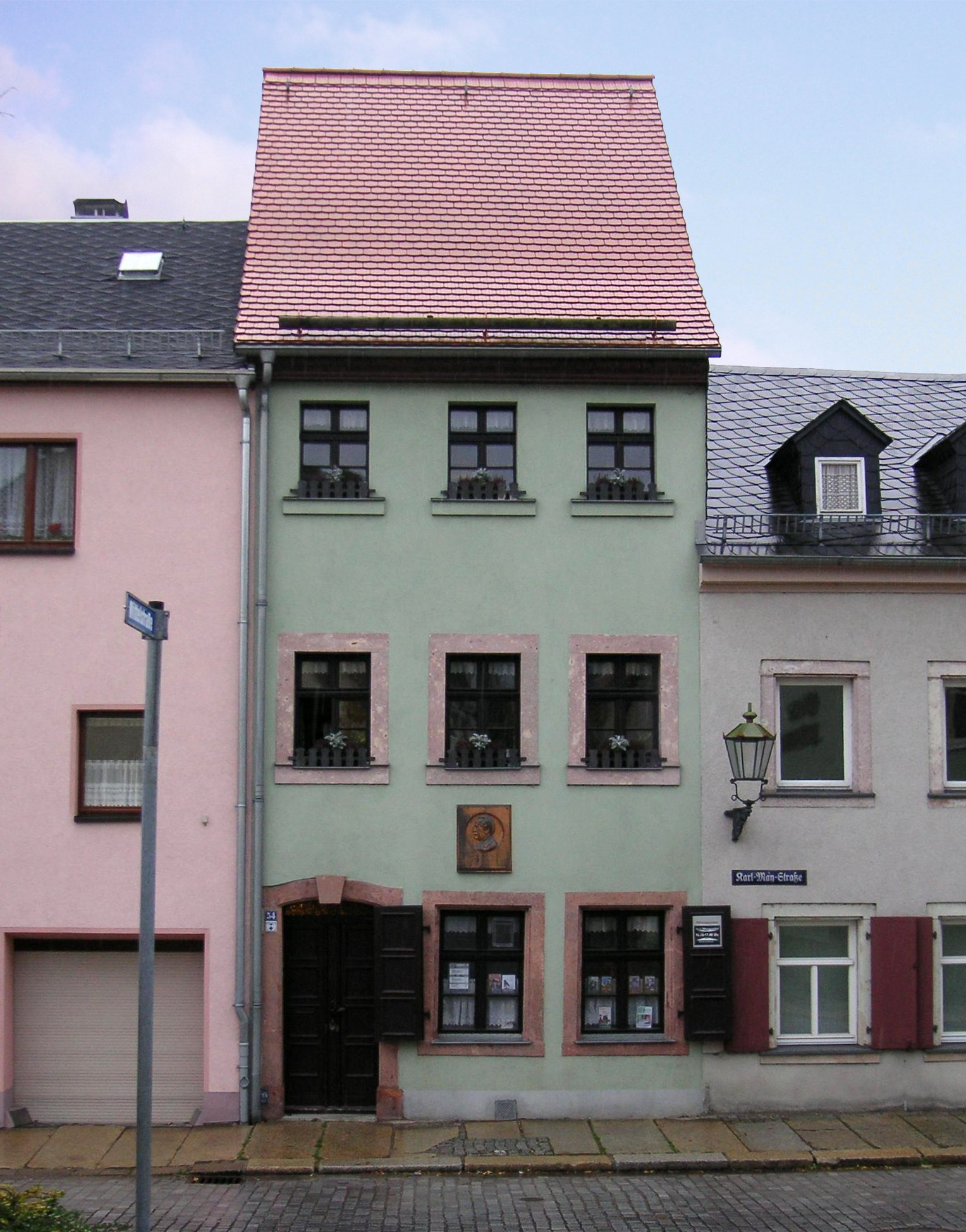
Karl Mays födelsehus.
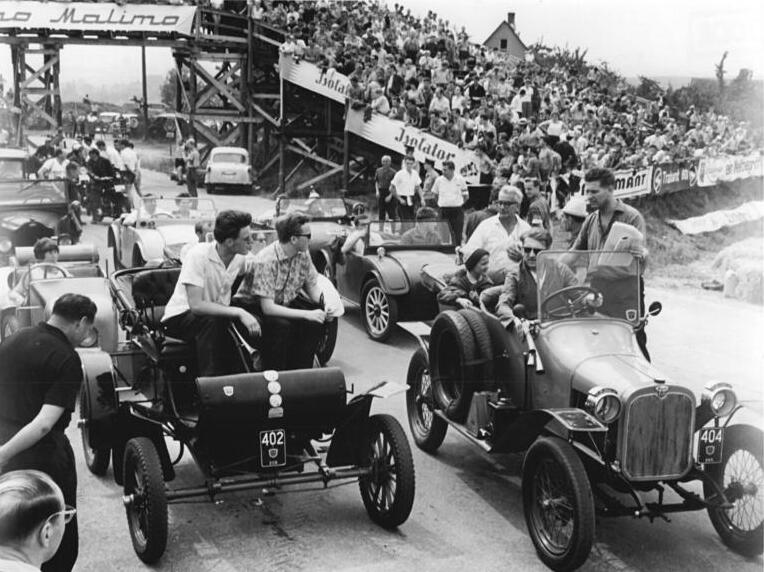
Veteranbilar på Sachsenring, 1967.